# Zakopane (gmina)
Zakopane – dawna gmina wiejska istniejąca w latach 1945–1946 w woj. krakowskim (dzisiejsze woj. małopolskie). Siedzibą władz gminy było miasto Zakopane, stanowiące odrębną jednostkę administracyjną.
Gmina Zakopane funkcjonowała przejściowo po II wojnie światowej, jako jedna z 18 gmin wiejskich powiatu nowotarskiego. Gminę utworzono z części terenów wyłączonych z miasta Zakopane (w 1943 roku Zakopane liczyło 16,608 mieszkańców; natomiast w 1946 roku Zakopane liczyło już 13,752 mieszkańców a gmina Zakopane 2,627 mieszkańców, a więc razem 16,379 mieszkańców, czyli stan sprzed trzech lat).
Według stanu z 14 lutego 1946 gmina liczyła 2627 mieszkańców. Gminę zniesiono krótko po tym, włączając ją z powrotem do Zakopanego.